# Motta Sant'Anastasia
Motta Sant'Anastasia is een gemeente in de Italiaanse provincie Catania (regio Sicilië) en telt 10.431 inwoners (31-12-2004). De oppervlakte bedraagt 35,7 km², de bevolkingsdichtheid is 292 inwoners per km².

## Geografie
De gemeente ligt op ongeveer 275 m boven zeeniveau.
Motta Sant'Anastasia grenst aan de volgende gemeenten: Belpasso, Camporotondo Etneo, Catania, Misterbianco.
Aci Bonaccorsi · Aci Castello · Aci Catena · Aci Sant'Antonio · Acireale · Adrano · Belpasso · Biancavilla · Bronte · Calatabiano · Caltagirone · Camporotondo Etneo · Castel di Judica · Castiglione di Sicilia · Catania · Fiumefreddo di Sicilia · Giarre · Grammichele · Gravina di Catania · Licodia Eubea · Linguaglossa · Maletto · Maniace · Mascali · Mascalucia · Mazzarrone · Militello in Val di Catania · Milo · Mineo · Mirabella Imbaccari · Misterbianco · Motta Sant'Anastasia · Nicolosi · Palagonia · Paternò · Pedara · Piedimonte Etneo · Raddusa · Ragalna · Ramacca · Randazzo · Riposto · San Cono · San Giovanni la Punta · San Gregorio di Catania · San Michele di Ganzaria · San Pietro Clarenza · Sant'Agata li Battiati · Sant'Alfio · Santa Maria di Licodia · Santa Venerina · Scordia · Trecastagni · Tremestieri Etneo · Valverde · Viagrande · Vizzini · Zafferana Etnea
1. ↑  https://demo.istat.it/?l=it.